# Gayatri Chakravorty Spivak
Gayatri Chakravorty Spivak, född 24 februari 1942 i Kalkutta, dåvarande Brittiska Indien, är en indisk litteraturteoretiker, filosof och universitetsprofessor vid Columbia University, där hon var en av grundarna till dess institut för 'Comparative Literature and Society'.
Spivak författade essän "Can the Subaltern Speak?", som anses vara en av postkolonialismens grundläggande texter. Hon har dessutom översatt och skrivit en introduktion till Jacques Derridas De la grammatologie. 2012 mottog hon Kyoto Prize in Arts and Philosophy för sin roll som en "kritisk teoretiker och bildare som talar för humanioran mot intellektuell kolonialism i förhållande till den globaliserade världen". Hon mottog också Padma Bhushan 2013, den tredje högsta civila utmärkelse man kan få i Indien.
Spivak är främst känd för sina kulturella och kritiska teorier som utmanar "kolonialismens arv", samt om läsares engagemang till litteratur och kultur. Ofta fokuserar hon på kulturella texter från författare som marginaliserats av en eurocentrisk dominerande västerländsk kultur: migranten, arbetaren, kvinnan, och andra delar som utgör subaltern.

## Verk

### Akademiska
- Myself, I Must Remake: The Life and Poetry of W.B. Yeats (1974)
- Of Grammatology (översättning och introduktion till Derridas text) (1976)
- In Other Worlds: Essays in Cultural Politics (1987)
- Selected Subaltern Studies (med Ranajit Guha) (1988)
- The Post-Colonial Critic - Interviews, Strategies, Dialogues (1990)
- Outside in the Teaching Machine (1993)
- The Spivak Reader (1995)
- A Critique of Postcolonial Reason: Towards a History of the Vanishing Present (1999)
- Death of a Discipline (2003)
- Other Asias (2005)
- An Aesthetic Education in the Era of Globalization (2012)

### Litterära
- Imaginary Maps (översättning och introduktion till tre berättelser av Mahasweta Devi) (1994)
- Breast Stories (översättning och introduktion till tre berättelser av Mahasweta Devi) (1997)
- Old Women (översättning och introduktion till två berättelser av Mahasweta Devi) (1999)
- Song for Kali: A Cycle (översättning och introduktion till Ramproshad Sen) (2000)
- Chotti Munda and His Arrow (översättning och introduktion till Mahasweta Devi) (2002)
- Red Thread